# Aeroporto de Salto
O Aeroporto Internacional Nueva Hesperides (IATA: STY, ICAO: SUSO), é um aeroporto localizado na cidade de Salto, Uruguai, e serve a cidade de Salto.

## Destinos
- Air Class
  - Montevidéu, Aeroporto Internacional de Carrasco

- BQB Lineas Aereas
  - Buenos Aires, Aeroparque Jorge Newbery (Proximamente)
  - Punta del Este, Aeroporto Internacional de Laguna del Sauce (Proximamente)
  - Montevidéu, Aeroporto Internacional de Carrasco